# Улица Текстильщиков (Чернигов)
Улица Текстильщиков (укр. Вулиця Текстильників) — улица в Новозаводском районе города Чернигова, исторически сложившаяся местность (район) Шерстянка. Пролегает от предприятия «Черниговшерсть» до улицы Дмитрия Самоквасова и перекрёстка улиц Попова и Народного движения (Циолковского).
Нет примыкающих улиц.

## История
В 1939 году была основана «Черниговская фабрика первичной обработки шерсти» (дом № 1). Во время Великой Отечественной войны была разрушена, в 1948 году была отстроена, в 1955 году — реконструирована. В связи со строительством фабрики, был построен рабочий посёлок фабрики. 
1-й, 2-й, 3-й Текстильные переулки проложены в 1950-е годы на территории посёлка фабрики первичной обработки шерсти. Были застроены характерными для первых послевоенных лет домами, затем 5-9-этажными домами. 
По инициативе работников предприятия, в 1967 году в сквере (сейчас Сказка) напротив фабрики был установлен памятник Петровскому Г. И. — бронзовый бюст (высота 1 м) на кирпичном постаменте, облицованном мраморной крошкой (высота 2 м); ныне демонтирован.  
В 1980 году 1-й, 2-й (часть), 3-й Текстильные переулки были объединены в единую Текстильную улицу — в честь текстильной промышленности. Затем улица получила современное название — в честь работников текстильной промышленности, что связано с расположенным по улице предприятием. 
На месте 2-этажного дома № 26 улицы Текстильщиков в период 2017-2018 годы введён в эксплуатацию 10-этажный 4-секционный дом.
В 2020 году в связи со строительством проезда от улицы Ивана Мазепы к микрорайону Шерстянка появился проезд (длина 320 м) между улицами Тестильщиков (от предприятия «Черниговшерсть») и Дмитрия Самоквасова (возле дома культуры).
30 июня 2022 года был ликвидирован детсад № 5 (дом № 25), согласно Решению Черниговского городского совета № 18/VIII-4 ("Про ліквідацію Чернігівського дошкільного навчального закладу № 5 «Ялиночка» Чернігівської міської ради Чернігівської області").

## Застройка
Улица Текстильщиков — одна из трёх улиц исторически сложившаяся местности (района) Шерстянка и образовывает большую часть её жилищного фонда. Улица состоит из трех проездов, связанных между собой, длинами 0,6, 0,5, 0,5 км. Улица пролегает на север, затем делает поворот на северо-запад. Дойдя до детсада № 5 (дом № 25) раздваивается: идёт проезд к улице Дмитрия Самоквасова, а сама улица делает полукруг, который примыкает к исходному участку; также от данного полукруга есть ответвление к улицам Попова и Циолковского. Улица образовывает три квартала жилой застройки. 
Нумерация улицы начинается от предприятия «Черниговшерсть» (№ 1), далее с юго-востока на северо-запад (здесь южная сторона парная №№ 6-26, северная — непарная №№ 5-25А), затем по участку-полукругу (внешняя сторона полукруга парная сторона №№ 30-36, внутренняя — непарная №№ 19-43, конец полукруга — непарная сторона с начальными номерами №№ 11Б-15). Парная и непарная стороны улицы заняты многоэтажной (5-9-этажные дома, по одному 8-этажному и 13-этажному дому) и частично малоэтажной (пять 2-х этажных домов, один 4-этажный) жилой застройкой, начало улицы — нежилая застройка (территория предприятия «Черниговшерсть»). Построен 13-этажный дом № 15А с округлыми углами фасада — один из трёх домов данной серии в городе (другие дом № 40 улицы Независимости и дом № 17 улицы Генерала Белова).
Учреждения:
1. дом № 1 — предприятие «Черниговская фабрика первичной обработки шерсти», затем «Черниговшерсть» — фабрика (отдельное подразделение Производственного объединения «ТК-Чернигов» ТОВ «Текстиль-Контакт»[8])
2. дом № 16 — отделение связи «Укрпочта» № 1
3. дом № 25 — бывший детсад № 5
4. дом № 27 — школа № 34
5. дом № 30 — школа № 14
6. дом № 36 — Черниговская городская больница № 4
7. дом № 37 — Черниговский областной центр научно-технического творчества ученической молодёжи

Мемориальные доски:
1. дом № 1 — российскому революционеру, советскому и украинскому партийному и государственному деятелю Григорию Ивановичу Петровскому (1978)[9] — демонтирована[10] — мраморная доска (0,4X0,6 м) была на здании фабрики, которая носила его имя
2. дом № 30 — участникам антитеррористической операции на востоке Украины Вадиму Михайловичу Лободе и Дмитрию Павловичу Полегенько — на здании школы № 14, где учились